# Čuvar dva sveta hrama
Čuvar dva sveta hrama (ar.: خَادِمُ ٱلْحَرَمَيْنِ ٱلشَّرِيفَيْنِ), Sluga dvaju plemenitih svetilišta ili zaštitnik dvaju svetih gradova naslov je koji su koristili mnogi muslimanski vladari, uključujući Ajubide, mamelučke sultane Egipta, osmanske sultane, kraljeve Hidžaza i u moderno doba, koriste ga kraljevi Saudijske Arabije. Naziv je nekada označavao de facto kalifa islama,  ali se danas uglavnom odnosi na vladara koji preuzima odgovornost čuvanja i održavanja dviju najsvetijih džamija u islamu: Svete džamije (ar.: اَلْمَسْجِدُ ٱلْمَسْجِدُ ٱلَر) u Meki i Poslanikova džamija (ar.: اَلْمَسْجِدُ ٱلنَّبَوِيُّ) u Medini, smještene u regiji Hidžaz u Saudijskoj Arabiji.